# Stopp! Annars skjuter morsan skarpt
Stopp! Annars skjuter morsan skarpt (originaltitel: Stop! Or My Mom Will Shoot) är en amerikansk komedifilm från 1992 i regi av Roger Spottiswoode. I huvudrollen som Joe Bomowski syns Sylvester Stallone. Filmen sågades av en enig kritikerkår, och Stallone själv menade att det var den sämsta film han till dags dato spelat i .

## Handling
Stallone spelar en polis som försöker ta sig uppför karriärstegen. Tråkigt nog för honom kommer hans mamma på besök och ställer till saker. Lagar mat och städar, diskar sonens pistol oanvändbar, följer med på farliga uppdrag utan hans medgivande. Hur han än försöker skydda henne så slutar det med att hon räddar honom.

## Rollista (urval)
- Sylvester Stallone - Sgt. Joe Bomowski
- Estelle Getty - Tutti Bomowski
- JoBeth Williams - Lt. Gwen Harper
- John Wesley - Tony
- Roger Rees - Parnell
- Ving Rhames - Mr. Stereo